# Ralph Abercromby
Ralph Abercromby (també apareix com Abercrombie), KCB (Menstrie, 7 d'octubre de 1734 – Alexandria, 28 de març de 1801) va ser un polític i general escocès.

## Biografia
Va néixer en Menstrie (Escòcia), fill de George Abercromby, líder whig del comtat de Clackmannanshire. Després d'assistir a l'escola de rugbi va estudiar dret a les universitats d'Edimburg i Leipzig, encara que al seu retorn a les Illes Britàniques va canviar l'advocacia per la vida militar, ingressant en l'Exèrcit Britànic el 1756.
Després de prestar servei en la Guerra dels Set Anys es va retirar de l'exèrcit per dedicar-se a la política, sent membre del Parlament Britànic per la circumscripció de Clackmannanshire. Va tornar a la vida militar en 1793 en la guerra contra França, on va comandar un brillant replegament en Flandes durant l'hivern de 1794. Va ser comandant en cap (1795–1797) a les Índies Occidentals, on va capturar Saint Lucia, Granada, Saint Vincent i Trinidad.
Va ajudar també a renovar la disciplina i reputació de l'Exèrcit Britànic. En 1801 va morir en la batalla de Canope a conseqüència de les ferides rebudes en tractar d'expulsar els francesos d'Egipte.